# Cratera de Corossol
A estrutura Corossol, que também é conhecida como a cratera de Corossol, é uma cratera circular, com 4,3 por 3,9 km de diâmetro, recurso de rocha subaquática que está exposto no fundo do golfo do noroeste do Golfo de São Lourenço 20 km (12 mi) largo da cidade de Sept-Îles, Quebec no leste do Canadá. Supõe-se que seja uma possível a estrutura de impacto extraterrestre pré-Pleistoceno. Encontra-se debaixo d'água a uma profundidade de 40–208 m (131–682 ft). Esta característica subaquática foi encontrada durante o estudo de dados batimétricos de alta resolução e de perfil sub-fundo coletados ao sul da cidade de Sept-Iles, no noroeste do Golfo de São Lourenço.

## Geologia
A estrutura Corossol tem um diâmetro máximo de 4.3 km (2.7 mi) e sobe 25 m (82 ft) acima do fundo do mar circundante. No seu centro, há elevação central 0.9–1 km (0.56–0.62 mi) de diâmetro e sobe para a mesma elevação que a borda da cratera a uma profundidade de cerca de 755 m (2,477 ft) abaixo da superfície do Golfo de São Lourenço. Esta elevação encontra-se dentro de um raio 2–2.4 km (1.2–1.5 mi) de diâmetro e 185 m (607 ft) cavidade central circular profunda. A cavidade central é cercada por uma aba larga de 90–1,300 m (300–4,270 ft). Além disso, três anéis concêntricos formam estreitos depressões rasas e descontínuas de (290 m (950 ft) de largura), ao redor da cavidade central.
O erguimento central, a cavidade central associada, a borda e os anéis provavelmente representam tanto a deformação quanto a erosão diferencial das rochas sedimentares do Ordoviciano da plataforma de São Lourenço. Os estratos sedimentares que circundam a estrutura do Corossol não apresentam deformação. No entanto, os dados sísmicos revelam que eles são altamente fraturados por uma série de 10–15 m (33–49 ft) falhas profundas. Essas falhas também estão associadas aos anéis concêntricos e formam a topografia irregular da borda da estrutura.
Menos de 50 m (160 ft) de sedimentos quaternários preenchem parcialmente a cavidade central. Esses sedimentos consistem em sedimentos glaciomarinhos e pós-glaciais. A cavidade central e seu preenchimento de sedimentos são interrompidos por duas diagonais 50 m (160 ft) altas cristas rochosas que conectam a borda ao pico central. Usando sísmica de alta resolução, verificou-se que o leito rochoso é coberto localmente com um fino verniz de até 5–10 m (16–33 ft) de sedimentos glaciomarinos e pós-glaciais. A natureza descontínua dos anéis resulta do soterramento parcial dos anéis sob esses sedimentos ou da erosão parcial dos anéis.

## Geomorfologia
O fundo do golfo que circunda a estrutura do Corossol é caracterizado por uma paisagem relíquia de cuesta que consiste em camadas de rochas sedimentares parcialmente erodidas e levemente inclinadas que decrescem para o sul em uma topografia plana. As cuestas consistem em escarpas íngremes voltadas para o norte e encostas suaves mergulhando para o sul. Ao longo do seu lado norte, a cratera é truncada por uma escarpa íngreme de uma dessas cuestas e uma escarpa de 600 m (2,000 ft) de largura e 248 m (814 ft) de bacia profunda. Distinto 200–500 m (660–1,640 ft) de comprimento e 75–100 m (246–328 ft) amplas lineações glaciais aerodinâmicas cortam a metade sul da estrutura Corossol. As cuestas e os paleovales associados provavelmente foram criados pela erosão fluvial durante o(s) nível(s) baixo(s) regional(ais) do nível do mar que provavelmente antecedem as glaciações do Quaternário. A passagem da camada de gelo Laurentide formou as linhas glaciais aerodinâmicas que cortam a metade sul da estrutura Corossol. A orientação dessas lineações indica fluxo de gelo dirigido SE-SSE que varreu a superfície da estrutura do Corossol.

## Origem
Propõe-se que a estrutura Corossol foi criada como resultado do impacto de um meteorito de cerca de 300 metros (980 pés) de diâmetro. A origem do impacto da estrutura Corossol é indicada por sua geologia associada, falha, fraturamento e um fragmento de rocha recuperado da superfície da cratera. Este fragmento de rocha exibe, ao microscópio, estruturas induzidas por choque e derretimento por impacto.

## Idade
A idade exata e absoluta da estrutura Corossol permanece indeterminada. Sua configuração geológica e relações transversais indicam que ele foi criado muito depois do Ordoviciano Médio (470 milhões de anos atrás) e antes do acúmulo de lavra glacial e criação de lineações aerodinâmicas, que são interpretadas como lineações glaciais de megaescala produzidas subglacialmente, em sua superfície. As cuestas relíquias e evidências de erosão fluvial observadas nas paredes externas da estrutura indicam que ela se formou durante um dos períodos de nível do mar regional anterior às glaciações do Quaternário.
Em 2013, foi afirmado que a estrutura Corossol está relacionada a um evento de impacto proposto que se supõe ter ocorrido no início do Episódio Younger Dryas e suporta a hipótese de que um impacto de meteorito desencadeou esse episódio de resfriamento. Um artigo posterior argumenta que sua interpretação é baseada na leitura errada de resultados preliminares, incluindo uma data de radiocarbono, publicada em um resumo de conferência. Trabalhos posteriores concluem com base em estudos regionais e na presença de até e lineações glaciais cortando a estrutura Corossol que a data de radiocarbono apenas indica que ela foi formada antes da deglaciação, que ocorreu aproximadamente 12,7 e 12,4 cal. ka BP. Além disso, o resumo da conferência não levou em conta a erosão fluvial das cuestas que suportam uma idade Pré-Quaternária, possivelmente Paleogeno ou mais antiga, para a estrutura Corossol. Como resultado, concluiu-se que esta estrutura nunca foi "datada provisoriamente em 12,9 cal. ka BP" conforme declarado em 2013.